# Estadi Johan Cruyff
Das Estadi Johan Cruyff (katalanisch für Johan-Cruyff-Stadion, spanisch Estadio Johan Cruyff) ist ein Fußballstadion in Sant Joan Despí, einer Vorstadt von Barcelona. Die Spielstätte trägt in Gedenken den Namen des niederländischen Fußballspielers Johan Cruyff, dies beschloss der FC Barcelona Ende März 2017 anlässlich des ersten Todestages Cruyffs. Sie befindet sich auf dem Trainingsgelände Ciutat Esportiva Joan Gamper. Die Anlage ist die Heimspielstätte der zweiten Herrenmannschaft, A-Jugend und der Frauenmannschaft des FC Barcelona.

## Geschichte
Der Bau des Stadions begann am 14. September 2017 mit der Grundsteinlegung. Das Datum des Baubeginns hat eine besondere Symbolik. Der am 24. März 2016 verstorbene Weltklassespieler trug in seiner Karriere die Rückennummern 14 und 9. Die Baukosten gab der Fußballclub mit zwölf Mio. Euro an. Das Sitzplatzstadion bietet 6.000 Plätze und erfüllt die UEFA-Stadionkategorie 3. Das neue Stadion löste das Mini Estadi von 1982 als Heimspielstätte der zweiten Herrenmannschaft und der Frauenmannschaft des FC Barcelona ab. Zudem trägt die A-Jugend ihre Spiele in der kleinen Fußballarena aus. Die Fertigstellung war zunächst für den November 2018 geplant, wurde jedoch auf Juni 2019 verschoben. Das Mini Estadi soll für die geplanten Umbaumaßnahmen am Camp Nou und der neuen Mehrzweckhalle des Vereins weichen. 
Am 27. August 2019 wurde das Stadion mit einem Spiel zwischen den A-Junioren (U19) von Barça und Ajax Amsterdam (0:2) eröffnet. Jordi Cruyff, der Sohn von Johan, eröffnete die Partie symbolisch bei der Einweihung des Estadi Johan Cruyff. Am Abend zuvor wurde eine 3,5 Meter hohe und 1,5 Tonnen schwere Bronze-Statue von Johan Cruyff am Camp Nou enthüllt.